# 王道漫畫
王道漫畫，是一種在少年群體中極受歡迎的漫畫類型，其獨特之處在於它自成一格的世界觀。這些作品通常以冒險和戰鬥為主題，並以其激勵人心的故事和正面信息而著稱。

## 王道漫畫的特徵與分類
這些漫畫的世界觀融合了奇幻元素（例如古代、異世界、架空世界）和科幻元素（如超文明、時空旅行、架空歷史），創造出一個獨特而引人入勝的敘事背景。其核心元素「友情」、「熱血」和「勝利」在許多王道漫畫作品中扮演關鍵角色，這種現象於如集英社的《週刊少年Jump》等代表性雜誌中尤為明顯。雖然這些漫畫傳統上強調正義和英雄主義，但並非所有作品都嚴格區分善與惡。
隨著時代的變遷，王道漫畫開始融入更多關於角色間情感和複雜人際關係的劇情，這是為了吸引更廣泛的讀者群，特別是女性讀者。這種類型的漫畫也隨著性別平等觀念的普及而逐漸變得更加多元化。儘管其世界觀設定可能較為複雜，這些作品的中心思想通常是淺顯易懂的，使它們能夠吸引廣泛的讀者群。

## 分類原則
- 其最大特色就是熱血，能使讀者感受到正能量（勵志、正面），其題材多以冒險以及戰鬥為主。
- 典型的世界觀具有奇幻（如古代、異世界、架空世界）與科幻（如超文明、時空旅行、架空歷史）成份。
- 其中「友情」、「熱血」和「勝利」是三種不可或缺的王道漫畫元素（例如在集英社代表少年漫畫雜誌《週刊少年Jump》中）[1]。傳統的王道漫畫特別強調這三種元素。但一些單獨由主人公獨自稱霸的作品，如符合熱血和前述的世界觀標準，也可被視為王道漫畫。
- 因為其屬於大眾性質的作品，劇情盡可能必須符合大眾喜好，因此雖然可能其世界觀之設定較複雜和用語量龐大，但作品的中心思想都是淺顯易懂的。理論上其較不著墨於角色間的感情糾葛與複雜關係，但如今為了吸引更多女性讀者買單，會逐漸加入這樣的劇情。
- 主人公原則上都是站在善的陣營，但有些作品並不會區別出絕對的善方與惡方。一般來說其善與惡的定義符合當時的普世價值，但可能會遭到作者所屬國家主流的意識形態所箝制，該問題在戰爭時期會特別嚴重。
- 其多隸屬於少年漫畫，但也有隸屬於少女漫畫者。其讀者過去是以男性為大宗，但在21世紀以後因性別平等觀念普及的因素，因此作品盡可能避免排擠女性讀者，因而主角陣營已愈來愈不常見純由男性構成的設定，甚至如今能力最強的角色往往設計成女性[來源請求]。

## 延伸阅读
- 王貽興. (2009). 熱血才是王道. 日閱堂